# Bulgogi

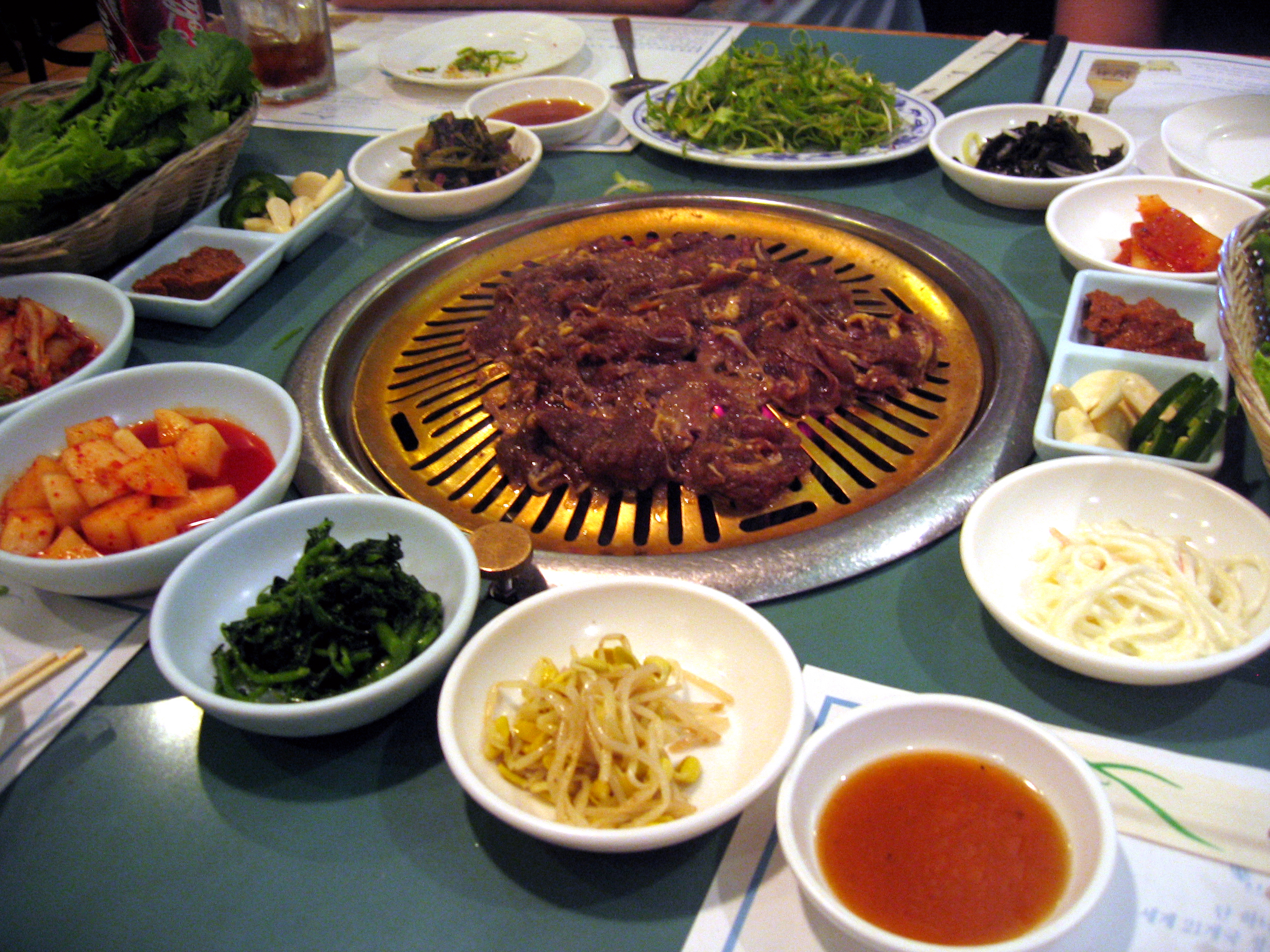
Typische Darreichung von Bulgogi

Bulgogi (wörtlich etwa „Feuerfleisch“) ist ein Fleischgericht der koreanischen Küche. In Korea gilt es als Festtagsgericht.
Der Name „Feuerfleisch“ bezieht sich auf die ursprüngliche Zubereitung über offenem Feuer und nicht auf die Schärfe des Gerichts.
Neben den klassischen Varianten mit Rind- oder Schweinefleisch gibt es auch die Zubereitungsart mit Geflügelfleisch.

## Zutaten
Für Bulgogi wird meist Rindfleisch, insbesondere Kronfleisch, verwendet, das in einer süßlich-würzigen Marinade aus Sojasauce, Zucker, Frühlingszwiebeln, Knoblauch, Sesamöl und weiteren Gewürzen eingelegt wird. Das Fleisch wird häufig mit einer Schere direkt am Tisch in mundgerechte Stücke geschnitten und auf einem Tischgrill zubereitet.
Die scharfe Variante mit Schweinefleisch, bekannt als Daeji Bulgogi, wird zusätzlich mit Gochujang (koreanische Chilipaste), Knoblauch, Ingwer und Sesamöl gewürzt.

## Zubereitung
Nach dem Grillen werden die Fleischstücke häufig auf ein Salatblatt gelegt und je nach persönlichem Geschmack mit Sojasauce (Ganjang), Chilipaste (Gochujang), Kimchi, Knoblauch oder anderen Beilagen kombiniert, in das Blatt eingerollt und als Ganzes verzehrt. Anstelle von normalen Salatblättern werden auch  Sesamblätter verwendet. Bulgogi wird häufig auch zusammen mit Reis serviert.
Eine besonders im Winter beliebte Variante ist der Bulgogi-Eintopf, bei dem das marinierte Fleisch zusammen mit Gemüse in Brühe gekocht wird.